# Куаліано
Куаліано (італ. Qualiano) — муніципалітет в Італії, у регіоні Кампанія,  метрополійне місто Неаполь.
Куаліано розташоване на відстані близько 180 км на південний схід від Рима, 13 км на північний захід від Неаполя.
Населення — 25 513 осіб (2014).
Щорічний фестиваль відбувається 26 грудня. Покровитель — святий Степан.

## Демографія
Населення за роками:

Станом на 1 січня 2023 року в муніципалітеті офіційно проживали 1082 іноземці з 49 країн, серед них 209 громадян країн Євросоюзу та 132 громадяни України.

## Сусідні муніципалітети
- Кальвіццано
- Джульяно-ін-Кампанія
- Вілларикка